# China Merchants Bank
El China Merchants Bank (CMB) ((xinès): 招商银行, pinyin: Zhāoshāng Yínháng) SEHK: és un banc amb seu a Shenzhen, Xina. Fundat el 1987, és el primer banc comercial amb accions propietat íntegrament de persones jurídiques corporatives.
El CMB té més de cinc-centes sucursals a la Xina continental i una a Hong Kong. Al novembre de 2007, com a part d'una campanya per al creixement internacional, va aconseguir l'aprovació federal per obrir una sucursal a Nova York.

## Serveis
CMB ofereix serveis de banca personal i banca corporativa, així com banca online i electrònica.
El 31 de desembre de 2008 el banc tenia 44 sucursals i 623 sucursals secundàries, una d'elles representativa, un centre de targetes de crèdit, un centre de crèdit per a petites empreses, i 1567 bancs d'autoservei a la Xina.